# Virtus Pallacanestro Bologna 1969-1970

## Roster
Virtus Bologna 1969-70
- Gianfranco Lombardi (capitano)
- Enrico Beretta
- Giorgio Buzzavo
- Massimo Cosmelli
- Terry Driscoll
- Alessandro Leombroni
- Danilo Nanni
- Franco Regno
- Giuseppe Rundo
- Luigi Serafini
- Ettore Zuccheri

## Staff tecnico
- Allenatore:  Nello Paratore

## Risultati
- Serie A: 7ª classificata su 12 squadre (9-13)
- Coppa Italia: eliminata ai quarti di finale